# 小行星1725
小行星1725（1725 CrAO）是一颗绕太阳运转的小行星，为主小行星带小行星。该小行星于1930年9月20日发现。
該小行星以克里米亞天文台的縮寫命名。

## 轨道参数
小行星1725的轨道半长轴为2.9010582 UA，离心率为0.094。